# Emeritní biskup
Emeritní biskup je katolický biskup, který se kvůli dovršení stanoveného věku, ze zdravotních nebo jiných vážných důvodů zřekl svého úřadu a jeho rezignaci papež přijal.
V církevním zákoníku se píše:
Kánon 401 - § 1 Diecézní biskup, který dovršil sedmdesát pět roků svého života, se žádá, aby se zřekl svého úřadu do rukou papeže, který po zvážení všech okolností učiní opatření.

§ 2 Diecézní biskup, který pro nedostatečné zdraví nebo z jiného důvodu se stal neschopným k zastávání svého úřadu, se žádá, aby se zřekl úřadu.

Kánon 402 - § 1 Biskup, jehož zřeknutí se úřadu bylo přijato, dostává označení „emeritní“ biskup své diecéze, a přeje-li si, může si ponechat bydliště v této diecézi, pokud v určitých případech vzhledem ke zvláštním okolnostem neučinil Apoštolský stolec jiné opatření.
Kodex kanonického práva
Emeritní biskup může i nadále udělovat svátosti vyplývající z jeho svěcení, pokud tomu nebrání církevně právní ustanovení.
Emeritní (lat. emeriti = bene meriti = zasloužilý) jsou zasloužilí lidé v církvi, kteří jsou již starší nebo mají nějakou nezpůsobilost (např. nějaká nemoc).